# 夏山千鶴
夏山 千鶴（なつやま ちづる、1981年12月26日 -)は、愛知県名古屋市のプロネイリスト。
名古屋東区の「ピュアネイル＆オンディーヌ　ピュアネイルカレッジ」 のネイルスクール講師と「Nail salon Rafeel(ネイルサロンラフィール)」のオーナー
現在は、名古屋市中区栄にて以前の店舗であった「丸の内」より移転を行い「栄」にて「ネイルサロン＆ビューティー　ラフィール」のオーナーとして経営を行っている。

## 資格
- NPO法人日本ネイリスト協会認定講師
- JNEC1級
- ジェルネイル検定上級
- ネイルサロン衛生管理士
- JNA認定ネイルサロン技術管理者
- ダイヤモンドネイルマイスター免許保持
- ～2015年　JNECネイリスト技能検定試験 試験官

## 経歴
ネイル業界最大手のサロンを退職後、栄・金山のネイルサロンを立ち上げ店長として勤務。
認定講師としてネイルスクールで働き、2013年に独立し「PrivateNailSalon Rafeel」をオーナーネイリストとしてオープン。
現在もネイルスクール非常勤講師、ネイリスト協会業務・検定試験官を務める。